# Snöstrumpor

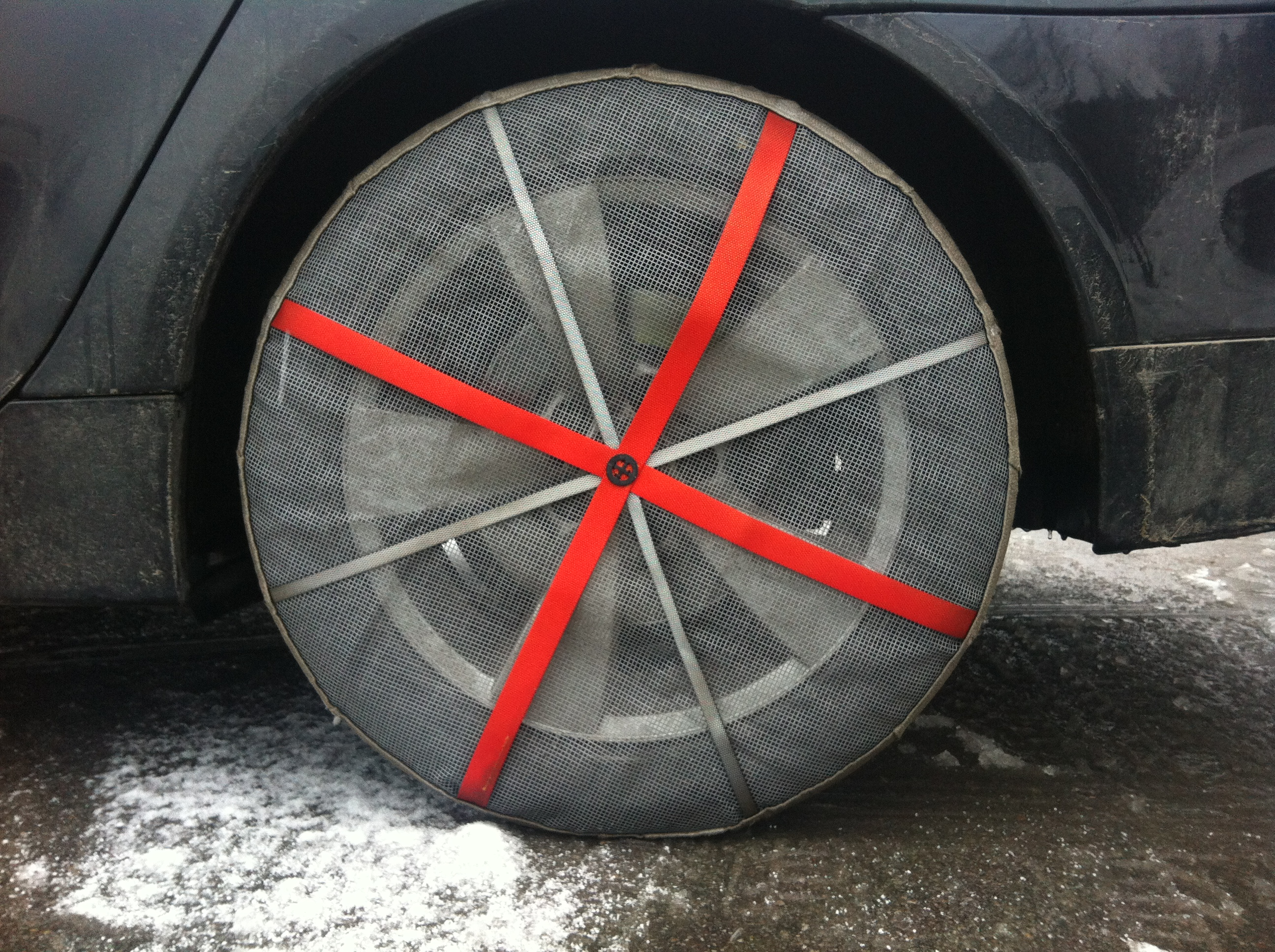
Snöstrumpor.

Snöstrumpor är ett överdrag som sätts på vinterdäck för att öka greppet på snöiga vägar. Det är ett alternativ till snökedjor.

## Olika typer av snöstrumpor
Just nu[när?] finns det två typer av snöstrumpor: textilmodeller och en modell med blandat material.

### Snöstrumpor i textil
Det är som ett överdrag i textil som täcker däcket och isolerar däcket från snön. De ska inte störa säkerhetssystem (ABS, ESP) och förstör inte aluminiumfälgar. Polyester är den viktigaste komponenten för snöstrumpor. Fibrer absorberar vatten och ökar väghållningen. Man kan rulla upp till 50 km/h.

### Snöstrumpor av kompositmaterial
Det finns en snöstrumpmodell med mixat material för tillfället. Denna uppfinning av tillverkaren Michelin heter EasyGrip. Den utgörs av ett nät som är sammankopplat med ett inre elastiskt band som förenklar monteringen. 150 galvaniserade stålringar förstärker slitbanan och maximerar väghållningen.

## Bestämmelser
Transportstyrelsen anger bland annat "slirskydd" som likvärdig utrustning till "vinterdäck".